# Jagoba Arrasate Elustondo
Jagoba Arrasate Elustondo (Berriatua, Biscaia, 22 d'abril de 1978) és un exfutbolista i entrenador de futbol basc. Actualment és l'entrenador del Mallorca.
Com a jugador era davanter i va tenir una modesta carrera semi-professional, jugant en equips de Segona B i Tercera Divisió. Com a entrenador, la Reial Societat va ser el primer equip professional de què es va fer càrrec.

## Carrera com a jugador
Arrasate jugava com a davanter. Es va formar en les categories inferiors de la Reial Societat de Futbol, a l'equip juvenil de la qual va arribar a jugar durant dues temporades, però no va arribar passar ni tan sols al filial de la Reial. Va fitxar el 1997 per la SD Eibar, al seu filial hi va jugar durant les 4 temporades següents, però tampoc va arribar al primer equip. La temporada 2000-01 va jugar amb l'Eibar B a Segona Divisió B després d'aconseguir l'ascens des de Tercera. El 2001 abandonà l'Eibar i fitxà pel Lemona de Tercera Divisió. Durant les campanyes següents va militar en altres clubs bascos de Tercera, com el Beasain o l'Elgoibar fins a fitxar el 2005 pel Portugalete, equip acabat d'ascendir a Segona B. Jagoba finalitzaria la seva carrera com a futbolista en 2007 després de militar una última temporada a la SD Amorebieta sense haver complert encara els 30 anys.

## Carrera com a entrenador
Tot just uns mesos després de penjar les botes com a futbolista va debutar com a entrenador de l'equip del seu poble, el Berriatuko FT, el qual va dirigir durant la temporada 2007-08 en categoria Territorial Preferent de Biscaia.
Les dues temporades següents (2008-10) es va fer càrrec d'un equip de més prestigi, el Club Esportiu Elgoibar, que militava a la Tercera Divisió. Amb l'Elgoibar va realitzar un gran paper, ja que el va classificar durant dues temporades consecutives per jugar la promoció d'ascens a Segona Divisió B. El Burgos CF el 2009 i el Marino de Luanco el 2010 van evitar l'ascens dels elgoibarresos.
El bon paper realitzat per un equip, que no era a priori dels potents de la categoria, va cridar l'atenció del futbol guipuscoà sobre aquest entrenador, que va ser fitxat per la Reial Societat de Futbol com a part del seu staff tècnic. Durant les dues següents campanyes (2010-11 i 2011-12) va entrenar als equips juvenils de la Real, l'Easo i el de Divisió d'Honor. Finalment, a l'inici de la temporada 2012-13 es va incorporar al primer equip com a tercer entrenador, sent ajudant de Philippe Montanier.
Va ser per tant copartícip de la gran temporada que va dur a terme la Reial Societat a la campanya 2012-13, en què els deixebles de Montanier van desplegar un joc esplèndid i van aconseguir classificar-se per la ronda prèvia de la UEFA Champions League després d'acabar en quart lloc al final de la temporada. Després d'anunciar poc abans de finalitzar la campanya que Montanier no acceptaria l'oferta de renovació de la Reial Societat i que tant ell, com el seu segon, Michel Troin anaven a fitxar per l'Stade Rennais, van sonar nombrosos noms com a possibles substituts del francès al capdavant de la Reial Societat. Entre els noms hi figurava el d'Arrasate, poc conegut per l'opinió pública, però ben valorat dins del club.
El 7 de juny de 2013, el president de la Reial Societat Jokin Aperribay confirmà que Arrasate serà el nou entrenador de l'equip durant la temporada 2013-14, després de descartar el fitxatge del Tata Martino, primera opció estudiada pel club. Després de la bona temporada realitzada, la Reial Societat va renovar el contracte d'Arrasate i el de tot el seu cos tècnic fins al 2016.